# Luana, la figlia della foresta vergine
Luana, la figlia della foresta vergine es una película de aventuras germano-italiana de 1968 dirigida por Roberto Infascelli.

## Argumento
Con la ayuda de un aventurero, la hija de un investigador estadounidense intenta descubrir las circunstancias de la muerte de su padre. Ella descubre una media hermana en la jungla.

## Reparto
- Mei Chen Chalais (como «Mei Chen»): Luna.
- Glenn Saxson: George.
- Evi Marandi: Isabel.
- Raf Baldassarre: M'bogo.
- Pietro Tordi: Norman.
- Alfred Thomas (bajo el nombre de «Al Thomas»): Ukeke.
- Giovanni Ivan Scratuglia (bajo el nombre de «Jac Bushingame»)
- Wu Pak Chiu (it): Gerente de la discoteca (sin acreditar).